# دجوبغا
دزهوبغا (بالروسية: Джубга) هي مدينة في مقاطعة كراسنودار كراي في روسيا. يبلغ عدد سكانها حوالي 5178 نسمة.